# Vorsprechtermin
Vorsprechtermin ist ein Lied des deutschen Hip-Hop-Produzenten und Rappers Sleepwalker, das in Zusammenarbeit mit den Hamburg City Allstars entstand. Das Stück ist die erste Singleauskopplung aus seinem Debütalbum Sleepwalker bittet zum … Vorsprechtermin.

## Entstehung und Artwork
Vorsprechtermin wurde von Sleepwalker selbst – unter seinem Pseudonym „Golgo 13“ – gemeinsam mit weiteren Koautoren geschrieben. Als Koautoren fungierten die damaligen Deichkind-Mitglieder Philipp Grütering, Bartosch Jeznach und Malte Pittner sowie Jan Philipp Eißfeldt (Jan Delay), Anthony Emrie Greer, Petzke, Felix Ragoß (Felix XL), Phillip Sternkopf, Nico Suave und Oliver Andre Zaworka. Als Produzent und Tonmeister fungierte eigens Sleepwalker im Hamburger Boogie Park Studio. Die Abmischung erfolgte unter der Leitung von Robert Neubauer, ebenfalls im Boogie Park Studio.
Auf dem Frontcover der Single ist – neben Künstlernamen und Liedtitel – ein Terminplan mit den beteiligten Interpreten zu sehen. Der Terminplaner zeigt das Datum des 30. April 2000, dem Tag des Weißen Sonntags. Im Hintergrund des Abschnitts für das besagte Datum, sind die Interpreten in schwarz-weiß zu sehen. Die Fotografie der Interpreten stammt vom ehemaligen Backspin-Art-Direktor Mika Väisänen. Für das Artwork war der Hamburger Fotograf und Rapper Stephan “Gizmo” Haramina zuständig, das Design stammt von Skena.

## Veröffentlichung und Promotion
Die Erstveröffentlichung von Vorsprechtermin erfolgte am 11. Juni 2001 als Maxi-Single auf CD und Vinylplatte durch das Musiklabel Motor Music in Deutschland, Österreich und der Schweiz. Diese beinhaltete einen Remix des DJs Ill Will, Instrumentalversionen des Originals und des Remixes sowie das Lied Bis zum letzten Atemzug vom Hamburger Rapper Hanseknaller als B-Seite. Die Vinylplatte beinhaltet zusätzlich einen Acapella-Mix zu Vorsprechtermin sowie eine Instrumentalversion zu Bis zum letzten Atemzug als B-Seite. Verlegt wurde das Stück durch den Arabella Musikverlag, Bushbeats Publishing, EMI Music Publishing, Future World Consulting Publishing, den Hanseatic Musikverlag, den Octopussy II Musikverlag und Tonofen Edition. Der Vertrieb erfolgte durch Universal Music Publishing. Drei Wochen nach seiner Erstveröffentlichung erschien Vorsprechtermin als Teil von Sleepwalkers Debütalbum Sleepwalker bittet zum … Vorsprechtermin am 2. Juli 2001. Um das Lied zu bewerben, drehte man einen Werbeclip, der unter anderem durch die Elektronik-Fachmarktkette Saturn unterstützt wurde.

## Inhalt
| „Master, riddym, control, sleepwalker boy. Quality have been ruled. No iddibiddi gig from above the street could ever. (cut) be somebody. Master riddym control sleepwalker boy. Quality hav been ruled. (cut) be somebody.“ – Refrain, Originalauszug | Der Liedtext zu Vorsprechtermin ist bilingual in deutscher und englischer Sprache verfasst. Die Strophen sind hierbei in Deutsch, der Refrain in Englisch. Der Text wurde von den Deichkind-Mitgliedern Philipp Grütering, Bartosch Jeznach und Malte Pittner sowie von Jan Delay, Anthony Greer, Petzke, Sleepwalker, Phillip Sternkopf, Nico Suave, Felix XL und Oliver Zaworka geschrieben. Die Komposition wurde eigens durch Sleepwalker komponiert. Die Komposition selbst basiert auf einem Sample von Jermaine Jacksons You Got to Hurry Girl. Musikalisch bewegt sich das Lied im Bereich des deutschen Hip-Hop. Inhaltlich geht es in Vorsprechtermin um Bewerbungsgespräche für einen Studiojob bei Sleepwalker. Aufgebaut ist das Lied auf neun Strophen, einem Refrain sowie einem Intro. Zunächst beginnt das Stück mit dem Intro, dass sich aus der Zeile „Das ist der Vorsprechtermin! Ja du hast richtig gehört, das ist der Vorsprechtermin, psst!“ zusammensetzt. An das Intro schließen sich die ersten drei Strophen an, die der Reihe nach von Bartosch Jeznach, Nico Suave und Petzke gerappt werden. Nach den ersten drei Strophen folgt erstmals der von Tony (Anthony Emrie Greer) gesungene Refrain. Nach dem Refrain schließen sich die nächsten drei Strophen an, die der Reihe nach von Malte Pittner, Oliver Zaworka und Felix XL gerappt werden. Es folgt der Refrain, ehe die letzten drei Strophen von Phillip Sternkopf, Philipp Grütering und Jan Delay als Eißfeldt gerappt werden. Zum Abschluss des Stücks wiederholt sich der Refrain nach der neunten und letzten Strophe. Sleepwalker selbst tritt nicht als Interpret in Erscheinung, er ist nur an der Produktion beteiligt. |

## Musikvideo
Das Musikvideo zu Vorsprechtermin zeigt die Hamburg City Allstars, wie jeder einzeln für sich, ein Bewerbungsgespräch mit Sleepwalker führt. Die Interpreten und Sleepwalker sind dabei realistisch dargestellt, während der Hintergrund in Zeichentrick ist. Tony ist der Einzige der nicht zum Bewerbungsgespräch erscheint, er schlüpft in die Rolle einer Reinigungskraft. Die Gesamtlänge des Videos beträgt 4:31 Minuten. Das Video entstand unter der Leitung von Alexander Eckert. Bis heute zählt das Musikvideo über 1,1 Millionen Aufrufe bei YouTube (Stand: Juli 2020).

## Mitwirkende
| Liedproduktion - Jan Philipp Eißfeldt (Jan Delay): Liedtexter, Rap - Anthony Emrie Greer: Gesang, Liedtexter - Philipp Grütering: Liedtexter, Rap - Bartosch Jeznach: Liedtexter, Rap - Robert Neubauer: Abmischung - Petzke: Liedtexter, Rap - Malte Pittner: Liedtexter, Rap - Felix Ragoß (Felix XL): Liedtexter, Rap - Sleepwalker: Komponist, Liedtexter, Musikproduzent, Tonmeister - Phillip Sternkopf: Liedtexter, Rap - Nico Suave: Liedtexter, Rap - Oliver Andre Zaworka: Liedtexter, Rap Musikvideo - Andreas Bardet: Filmeditor - Martin Beyrau: Beleuchter - Florian Buba: Erste Filmaufnahmeleitung - Alexander Eckert: Regisseur - Hans-Werner Huhnke: Oberbeleuchter | Cover-Artwork - Stephan “Gizmo” Haramina: Artwork - Skena: Designer - Mika Väisänen: Fotograf Unternehmen - Arabella Musikverlag: Verlag - Boogie Park Studio: Tonstudio - Bushbeats Publishing: Verlag - EMI Music Publishing: Verlag - Filmbar Filmproduktion: Filmproduzent (Musikvideo) - Future World Consulting Publishing: Verlag - Hanseatic Musikverlag: Verlag - Motor Music: Musiklabel - Octopussy II Musikverlag: Verlag - Tonofen Edition: Verlag - Universal Music Publishing: Vertrieb |

## Charts und Chartplatzierungen
Vorsprechtermin erreichte in Deutschland Position 44 der Singlecharts. In Österreich und der Schweiz blieb ein Charteintritt verwehrt.
Sleepwalker erreichte mit Vorsprechtermin zum einzigen Mal in seiner Karriere die deutschen Singlecharts als Interpret. Als Produzent erreichte er hiermit nach What Time Is It? (Zeitgeist 2.0.0.0) (Harleckinz) zum zweiten Mal die Charts, als Autor erstmals. Für Delay ist dies der achte Charterfolg in seiner Autorentätigkeit sowie der sechste als Solointerpret. Deichkind erreichten hiermit nach Bon Voyage, Komm schon und Weit weg! zum vierten Mal die deutschen Singlecharts als Autoren und Interpreten. Für Suave ist Vorsprechtermin nach Vergesslich der zweite Charterfolg in Deutschland als Autor und Interpret. Greer, Petzke, Sternkopf, Felix XL und Zaworka erreichten in ihren jeweiligen Funktionen hiermit zum ersten und einzigen Mal die deutschen Singlecharts.